# Wereld van verschil
Wereld van verschil is een lied van de Nederlandse band BLØF in samenwerking met de Nederlandse rapper Typhoon. Het werd in 2017 als single uitgebracht en stond in hetzelfde jaar als vijfde track op het album Aan van BLØF.

## Achtergrond
Wereld van verschil is geschreven door Paskal Jakobsen, Peter Slager, Bas Kennis, Glenn de Randamie en Norman Bonink en geproduceerd door Dries Bijlsma. Het is een nummer uit het genre nederpop met effecten uit de soul en nederhop. In het lied zingen de artiesten over een verbeterde wereld, waarin vrede is onderling en mensen elkaar begrijpen en waarderen. Het was de eerste single van het album Aan, waar ook de hitsingle Zoutelande op te vinden was. Hoewel het in 2017 werd uitgebracht, had de band het in 2016 al laten hoor bij een optreden op het muziekfestival Concert at Sea.
Het nummer werd veel gedraaid op de Nederlandse radio, maar bovenal bij radiozender 100% NL. Hier was het het meest gedraaide lied van 2017. De single heeft in Nederland de gouden status.
Het is de eerste keer dat de band en de rapper met elkaar samenwerken. Paskal Jakobsen en Typhoon herhaalden de samenwerking in 2020 op Walnootboom.

## Hitnoteringen
De artiesten hadden bescheiden succes met het lied in de hitlijsten van het Nederlands taalgebied. Er was geen notering in de Single Top 100 en ook de Nederlandse Top 40 werd niet bereikt. Bij laatstgenoemde kwam het tot de eerste plaats van de Tipparade. In de Vlaamse Ultratop 50 was tevens geen notering. Bij deze lijst was er wel de 29e plaats in de Ultratip 100.